# Lehavim
Lehavim (hebrejsky לְהָבִים, v oficiálním přepisu do angličtiny Lehavim) je místní rada (malé město) v Izraeli v Jižním distriktu. Starostou je Eli Lavi.

## Geografie
Leží nadmořské výšce 305 metrů, 15 kilometrů severně od Beerševy v zvlněné krajině na severním okraji Negevské pouště, nedaleko přechodu k Judským horám, respektive Hebronským horám. Terén člení vádí Nachal Grar a Nachal Aleket. Jde o aridní oblast ale východně od města se rozkládá rozsáhlý lesní komplex.
Lehavim obývají Židé stejně jako největší město v regionu, Beerševu. V této oblasti ale žijí i izraelští Arabové, respektive Beduíni (zejména město Rahat cca 4 kilometry západně odtud). Město je na dopravní síť napojeno pomocí dálnice číslo 31, která se západně od obce kříží s dálnicí číslo 4. Stojí tu železniční stanice Lehavim-Rahat. Prochází tudy železniční trať Tel Aviv-Beerševa.

## Dějiny

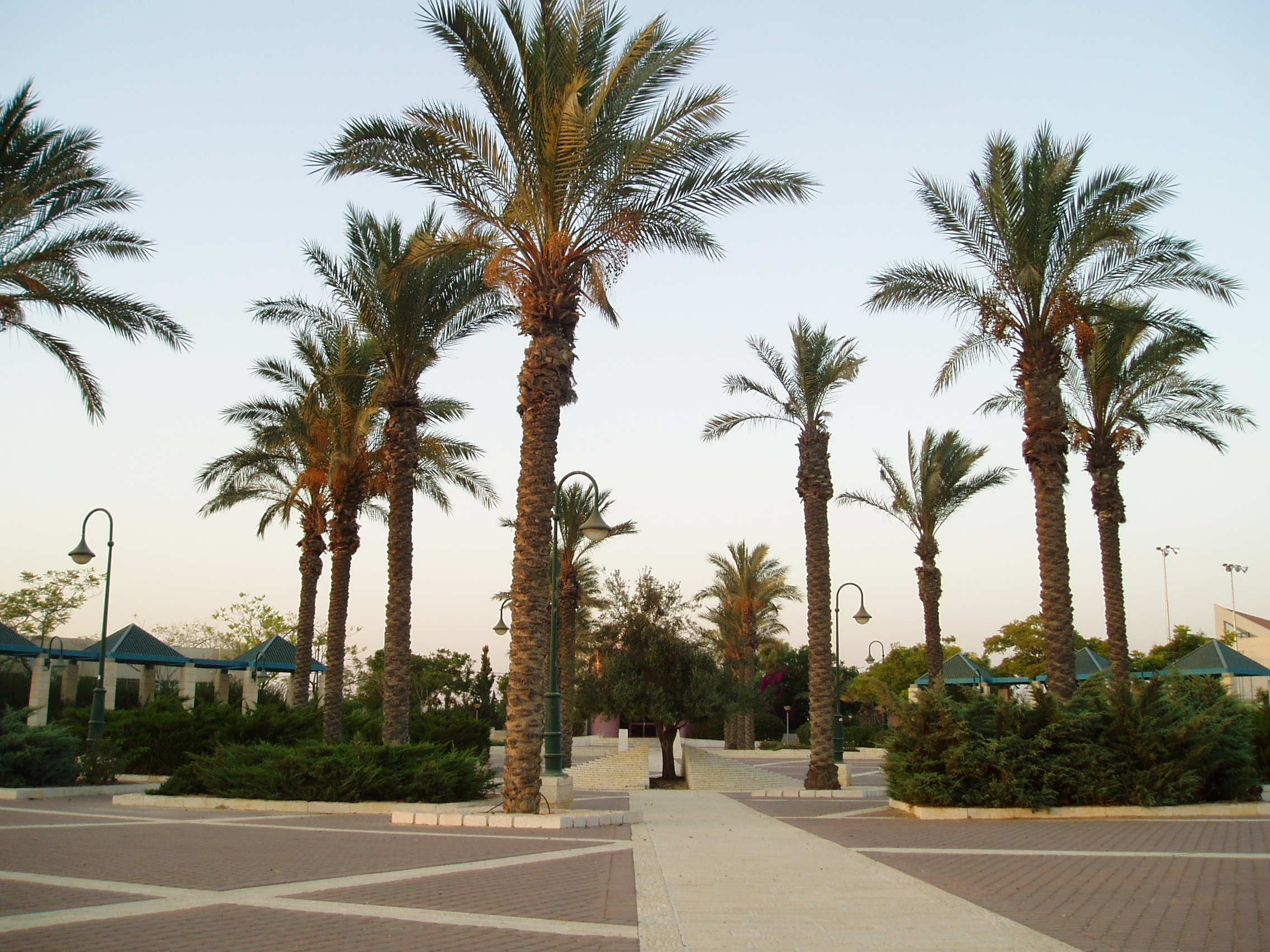
Centrální náměstí v Lehavim

Město bylo založeno roku 1985. Podle jiného zdroje bylo zřízeno již roku 1980 z iniciativy Oblastní rady Bnej Šim'on. Status místní rady získalo v září 1989, podle jiného pramene již v roce 1988. Původně se jmenovalo Giv'at Lahav.
Rozkládá se na celkové ploše přes 2,5 kilometru čtverečního. Je jedním ze třech satelitních měst Beerševy (dalšími dvěma jsou Omer a Mejtar). Většina zdejších obyvatel dojíždí do Beerševy za prací. Lehavim je rezidenční soubor pro vyšší střední třídu a domy jsou zde obklopeny palmami a zahradami. Ve městě se nachází knihovna, country klub, školky, školy a obchodní centrum.

## Demografie
Podle údajů z roku 2009 tvořili naprostou většinu obyvatel Židé – cca 5 700 osob (včetně statistické kategorie "ostatní", která zahrnuje nearabské obyvatele židovského původu ale bez formální příslušnosti k židovskému náboženství, cca 5 800 osob).
Jde o středně velké sídlo městského typu s trvalým mírným populačním růstem. K 31. prosinci 2017 zde žilo podle Centrálního statistického úřadu (CBS) 6400 lidí.
| Rok            | 1995  | 2001  | 2003  | 2004  | 2005  | 2006  | 2007  | 2008  | 2009  | 2010  | 2011  | 2012  | 2013  | 2014  | 2015  | 2016  | 2017  |
| -------------- | ----- | ----- | ----- | ----- | ----- | ----- | ----- | ----- | ----- | ----- | ----- | ----- | ----- | ----- | ----- | ----- | ----- |
| Počet obyvatel | 2 541 | 4 540 | 5 104 | 5 289 | 5 407 | 5 569 | 5 639 | 5 789 | 5 807 | 5 900 | 6 100 | 6 200 | 6 300 | 6 300 | 6 400 | 6 400 | 6 400 |

* údaje od roku 2010 zaokrouhleny na stovky